# Shady Pine
Shady Pine az Amerikai Egyesült Államok északnyugati részén, Oregon állam Klamath megyéjében elhelyezkedő önkormányzat nélküli település.